# Cantó de Brinon-sur-Beuvron
El cantó de Brinon-sur-Beuvron és un cantó francès del departament del Nièvre, situat al districte de Clamecy. Té 22 municipis i el cap és Brinon-sur-Beuvron.

## Municipis
- Asnan
- Authiou
- Beaulieu
- Beuvron
- Brinon-sur-Beuvron
- Bussy-la-Pesle
- Challement
- Champallement
- Chazeuil
- Chevannes-Changy
- Corvol-d'Embernard
- Dompierre-sur-Héry
- Germenay
- Grenois
- Guipy
- Héry
- Michaugues
- Moraches
- Neuilly
- Saint-Révérien
- Taconnay
- Vitry-Laché

## Història
| Data d'elecció                           | Identitat          | Partit                               | Qualitat |
| ---------------------------------------- | ------------------ | ------------------------------------ | -------- |
| 1945-1970                                | Gaëtan de Jouvenel | RI                                   |          |
| 1970-1982                                | M. Gauthé          | Divers gauche, després divers droite |          |
| 1982-1994                                | Georges Monsinjon  | Divers gauche                        |          |
| 1994-2008                                | Gérard Colomines   | RPR, després UMP                     |          |
| 2008-                                    | Émile Vieillard    | PS                                   |          |
| les dades anteriors no són pas conegudes |                    |                                      |          |
|                                          |                    |                                      |          |

## Demografia
| A partir de 1990: Població sense dobles comptes |